# Róbert Fazekas
Róbert Fazekas [ˈroːbɛrt ˈfɒzɛkɒʃ] (* 18. August 1975 in Szombathely) ist ein ungarischer Diskuswerfer.

## Biografie
Fazekas begann seine sportliche Laufbahn zunächst als Judoka, wechselte aber dann zur Leichtathletik. Neben dem Diskus betrieb er zunächst den Hammerwurf. Das erste größere internationale Sportfest, an dem Fazekas teilnahm, waren 1994 die Juniorenweltmeisterschaften, bei denen Fazekas mit dem Diskus Fünfter wurde und mit dem Hammer als Zehnter nach der Qualifikation ausschied. 1997 wurde er Sechster bei den Junioreneuropameisterschaften. Im Jahr darauf erreichte Fazekas bei den Europameisterschaften in Budapest den vierten Platz. Am 29. August 1998 verbesserte er in seiner Heimatstadt Szombathely seinen persönlichen Rekord um über 6 Meter auf 66,61 m. Bei den Weltmeisterschaften 1999 in Sevilla gelang dem Ungarn die Qualifikation für das Finale. Mit einer Weite von 61,71 m belegte er am Ende Rang 11.
Erstmals an Olympischen Spielen nahm Fazekas 2000 in Sydney teil. Dort schied er als Achter in der Qualifikation aus. Kurz vor den Weltmeisterschaften 2001 steigerte er sich auf 68,09 m, scheiterte jedoch bei den Weltmeisterschaften in Edmonton früh mit einer enttäuschenden Weite von 53,73 m. Eine Explosion seiner Leistungen erlebte Fazekas 2002. Von den 18 Wettbewerben, zu denen er antrat, konnte er 16 gewinnen. Bei den Europameisterschaften in München gewann Fazekas den Titel vor dem Olympiasieger Virgilijus Alekna und dem Deutschen Michael Möllenbeck. Bei den Weltmeisterschaften 2003 in Paris/Saint-Denis wurde er Vizeweltmeister hinter Alekna. Beim Grand-Prix-Finale im September 2003 in Monaco ging Fazekas ebenfalls als Zweiter aus dem Ring. Kurz vor Beginn der Olympischen Spiele 2004 in Athen gewann er das Super-Grand-Prix-Meeting in Madrid sowie das renommierte Meeting Weltklasse Zürich und reiste als Favorit nach Athen.
In das olympische Finale am 23. August 2004 ging Fazekas mit der besten Qualifikationsweite. Bei seinem zweiten Versuch warf er den Diskus auf eine Weite von 70,93 m, 1,53 Meter weiter als der alte olympische Rekord von Lars Riedel aus dem Jahr 1996. Als sein schärfster Kontrahent Alekna ihn mit seinem sechsten Wurf nicht mehr einholen konnte, trat Fazekas zu seinem letzten Versuch nicht mehr an. Nach dem Wettbewerb verweigerte Fazekas dann allerdings den Dopingtest, um anschließend den Versuch zu machen, seinen Urin mit fremdem Urin zu vertauschen. Da Fazekas nach den Regeln des Internationalen Olympischen Komitees damit des Dopings überführt war, wurde die Medaille aberkannt und an seiner statt Virgilijus Alekna zum Olympiasieger erklärt. Gegen Fazekas wurde außerdem eine zweijährige Sperre verhängt.
Im Jahr 2008 schaffte Fazekas sein Comeback und qualifizierte sich für die Olympischen Spiele in Peking, bei denen er Achter wurde. Kurz vor den Olympischen Spielen 2012 in London wurde Fazekas wegen einer positiven Dopingprobe auf Stanozolol aus dem ungarischen Team genommen und für acht Jahre bis zum 5. Juli 2020 gesperrt.